# Zasada pięciu aktów
Zasada pięciu aktów sztuki dramatycznej stanowi jeden z pięciu punktów schematycznej ramy dramatu poetyki renesansowej.
Zasada ta składa się z następujących pięciu faz akcji:
- Akt 1 – Ekspozycja – sytuacja zarysowana w punkcie wyjścia fabuły zapoznająca widza (czytelnika) z głównymi postaciami, konfliktami i problemami utworu.

- Akt 2 – Zawiązanie akcji – moment, w którym zamiary bohatera napotykają przeszkody.

- Akt 3 – Rozwój akcji – kolejne zmiany sytuacji w utworze fabularnym, narastanie konfliktów zwiastujące punkt kulminacyjny – w akcji dramatycznej moment, w którym napięcie przeciwstawnych dążeń osiąga najwyższy stopień; rozpoczyna się tzw. proces upadku bohatera.

- Akt 4 – Pozorna alternatywa ratunku dla protagonisty, która jednak prędzej czy później kończy się fiaskiem (niem. retardierendes Moment (fr. retarder = opóźniać)) – opóźnienie 'upadku' – tutaj ma miejsce ponowny wzrost napięcia dramatu.

- Akt 5 – Rozwiązanie akcji – końcowy etap rozwoju fabuły przynoszący rozstrzygnięcie konfliktu: osiągnięcie celu przez bohatera albo jego klęska (najczęściej tragiczny – wręcz katastrofalny koniec).